# 德視佳
德視佳國際眼科有限公司，簡稱德視佳國際眼科和德視佳（英語：EuroEyes International Eye Clinic Limited，港交所：1846），在1993年，由主席及行政總裁Jørn Slot Jørgensen醫生，於總部德國漢堡成立診所公司，1996年才註冊「EuroEyes alz Augenklinik München GmbH」有限責任公司。而業務在全球經營視力矯正服務。
股份在2019年10月15日於港交所主板上市。全球發售定價為8.80港元，全球發售7933萬股，其中10%為香港公開發售。以中位數計，集資約5.27億港元。用於在中國主要城市（包括成都和重慶）設立診所； 將主要用於潛在收購歐洲的診所集團； 主要用於加 大我們的營銷力度；及 營運資金及用於一般企業用途。

## 連結
- euroeyes.com （页面存档备份，存于）
- euroeyes.hk （页面存档备份，存于）